# 柴本幸
柴本幸
（日语：／ Shibamoto Yuki，1983年10月18日—），日本女演員，東京都出身。

## 經歷
柴本幸自小受家族影響，亦想成為演員，但在雙親勸說之下先完成學業，小學、國中、高中到慶應大學，都是就讀知名慶應義塾校系，共計16年。
高中時期專注於直笛，2000年3月，在第21回日本全國直笛大賽高中生獨奏部門獲得第一名。慶應大學時期，一直是話劇小組成員，此時期是開始接觸戲劇並大量觀劇的契機。
大學畢業後約兩個月，開始從事演員工作，在當時經紀公司建議下接受NHK大河劇《風林火山》的試鏡並合格，擔任此劇的女主角「由布姫」，開始受到注目。此亦為大河劇初次拔擢新人擔任主角。
2014年2月21日，由原經紀公司PAPADO移籍至研音。2019年起把活動據點轉至洛杉磯，以直笛演奏家的身分展開活動。

## 人物
- 身高170cm，血型O型[3]。
- 為家中獨生女，父親是藝人柴俊夫（日语：柴俊夫），母親是演員真野響子（日语：真野響子）。阿姨真野梓（日语：眞野あずさ）也是演員。柴本家為演藝世家。
- 興趣是繪畫、佛朗明哥舞、散步等。為了演技還學習日本舞與茶道等。
- 跟《風林火山》的市川龜治郎（飾 武田信玄）是學長、學妹關係，兩人都是慶應大學文學部畢業。
- 是《風林火山》男主角內野聖陽的影迷，一定會看他的舞台劇。

## 戲劇作品

### 電視劇
- 大河劇 風林火山（2007年1月7日 - 12月16日，NHK） - 由布姫
- 鹿男（2008年1月17日 - 3月20日，富士電視台）- 長岡美栄
- 東京大空襲（2008年3月17日・18日，日本電視台）- 山田和江
- 稻垣吾郎的金田一耕助系列 悪魔の手毬唄（2009年1月5日，富士電視台）- 青池里子
- 新參者 第1、2、3、6話（2010年4月18日 - 5月23日，TBS電視台）- 柳沢麻紀
- 離婚シンドローム（2010年6月30日，日本電視台）- 田中華子
- 高中生餐廳（2011年5月7日 - 7月2日，日本電視台）- 都甲仁美
- 命運之人（2012年1月15日 - 3月18日，TBS電視台）- 青山芙佐子
- NHK佐賀放送局70周年記念地域電視劇「あのひとあの日」（2012年3月2日，NHK佐賀）
- 薄櫻記（2012年7月13日 - 9月21日，NHK BS Premium） - 長尾千春
- 東野圭吾推理劇場 第10話「二十年目の約束」（2012年9月13日，富士電視台）- 安藤久美子
- 相棒Season 11 第9話「森の中」，第10話「猛き祈り」（2012年12月12日・19日，朝日電視台）- 伏木田真智子
- dinner（2013年1月13日 - 3月24日，富士電視台）- 本宮恵理子
- ST 紅與白的搜查檔案（2014年7月 - 9月，日本電視台）- 筒井桃子
- 為了N（2014年10月 - 12月，TBS電視台）- 宮本由妃
- 紅十字女護士（2015年8月1日、2日、TBS）- 村本多美
- 偽裝夫婦（2015年10月 - 12月，日本電視台） - 原清鈴
- ドクター調査班〜医療事故の闇を暴け〜（2016年4月22日 - 6月3日、テレビ東京） - 琴塚七海 役[4]
- 家政夫のミタゾノ（2016年） - 藤川蘭

- 土曜ワイド劇場（テレビ朝日）
  - 棟居刑事の偽完全犯罪（2016年4月23日） - 水野伸江 役
  - 法医学教室の事件ファイル42（2016年9月10日） - 新海麻里子 役
- 紡綞蟲的記憶（2018年，台灣）- 伊藤香織

### 電影
- となり町戦争（2007年，角川映画） - 木下
- 私は貝になりたい（2008年，東宝）- 敏子
- 仲夏夜之夢（2009年，シネカノン）- 主演・ゆり子
- TAJOMARU（2009年9月，日本華納兄弟）-　阿古姫
- BANDAGE（2010年1月）-　アルミ

### 舞台劇
- タトゥー（2009年5月，日本新國立劇場）
- シス・カンパニー 「怪談 牡丹燈籠」（2009年8月，シアターコクーン）- お露
- ジャンヌ・ダルク（2010年11月-12月，赤坂ACTシアター）
- 朱雀家の滅亡（2011年9月-10月，新国立劇場）- 松永璃津子

## 雜誌
- マガジンハウス『BOAO』專屬模特兒

## 廣告
- エーザイ チョコラBB ローヤル「疲れに届け」編 （2007年）